# Garba Lawal
Garba Lawal, född den 22 maj 1974 i Kaduna, Nigeria, är en nigeriansk före detta fotbollsspelare. Vid OS 1996 i Atlanta deltog han i det nigerianska lag som tog guld.
Lawal anslöt till IF Elfsborg till Allsvenskan 2004. Han var då ordinarie i Nigerias landslag. Den för klubben dyra värvningen blev möjlig efter ekonomiskt stöd från ett riskkapitalbolag Elfsborg samarbetade med. Under sommaren samma år lämnade Lawal Elfsborg. Sportchefen Stefan Andreasson uppgav att anledningen var att klubben inte hade råd att behålla Lawal.